# Fiamma Monza 1970
L'Associazione Sportiva Dilettantistica Fiamma Monza 1970, meglio nota come Fiammamonza, è una società calcistica femminile di Monza.
Ha vinto lo scudetto femminile nel 2005-2006 e, per breve tempo (1991-1995) gestì anche una squadra maschile nel campionato di Terza Categoria, unico esempio in Italia del periodo. Aderisce all'ente di promozione sportiva Alleanza Sportiva Italiana. Ha la propria sede presso lo stadio Gino Alfonso Sada, in via Guarenti.
Milita in Serie C, il terzo livello del campionato italiano.

## Storia

### La fondazione
La Società sportiva Fiammamonza nasce nel 1970 con il nome di Fiamma Ceraso, il presidente nonché fondatore del sodalizio è il professor Reno Ceraso, insegnante di Educazione Fisica e dirigente del Centro Nazionale Sportivo Fiamma, molto attaccato ai colori cittadini in quanto tifoso dell'Associazione Calcio Monza. Il primo allenatore della formazione brianzola è Fabrizio Levati che rimarrà alla guida della panchina fino al 21 novembre 1995, giorno della sua morte.
Nel 1972 prende parte al campionato lombardo di Serie B. Nel 1973 si classifica al secondo posto e viene promossa in Serie A Interregionale. Dopo diversi campionati al vertice, nel 1979 conquista la promozione Serie A dopo lo spareggio con la società A.C.F. Pordenone.

### L'approdo in Serie A

La rosa della stagione 1994-1995

La società incontra delle difficoltà nell'impatto con la nuova realtà sportiva: il primo campionato viene concluso con una faticosa salvezza, con appena 7 punti all'attivo, ma nel corso delle varie annate la squadra cresce e chiude la classifica in una posizione sempre migliore rispetto alla precedente. La società, con il passaggio della gestione da Reno Ceraso a Natalina Ceraso Levati, cambia la denominazione in Fiammamonza e dà vita al settore giovanile. Nel 1979 la formazione delle ragazze prende parte al campionato regionale di Serie C. Nel 1981 la formazione Primavera vince il campionato regionale e si classifica al terzo posto nelle finali nazionali.
Dopo il buon risultato ottenuto, la società diventa un vero punto di riferimento per le ragazze che vogliono giocare a calcio: passione e allenamento portano alla conferma del titolo nazionale nel 1983, quando le fiammette battono nella finale di Modena la formazione del Prato. Un altro campionato Primavera verrà vinto dalle casacche biancorosse nel 1985. La formazione di Serie A concluderà diversi campionati a metà classifica.

### La retrocessione in Serie B e la risalita

La rosa della stagione 2002-2003

Nella stagione 1998-1999 la Fiamma è retrocessa in Serie B. La scelta di puntare sui giovani non ha portato i frutti sperati e ciò porta ad una rifondazione della società: i risultati però arrivano subito e la permanenza nella serie cadetta dura l'arco di una sola stagione. La società getta così le basi per progetti futuri. Nel 2001 la società tessera tra le proprie file Milene Domingues, calciatrice brasiliana nota soprattutto perché moglie di Ronaldo, allora nelle file dell'Inter. Con il passaggio del marito al Real Madrid, Milène trascorre i suoi week-end divisa tra la capitale iberica e la Malpensa: per la squadra più che un valore aggiunto si rivela un notevole peso economico da sostenere.

### Il primo scudetto
Dopo un'annata conclusasi con il 5º posto assoluto, la Fiammamonza si presenta ai nastri di partenza della stagione 2005-2006 come una delle formazioni più temibili del campionato ma non come la favorita per il titolo: la società trattiene i pezzi più importanti, tra cui Chiara Gazzoli che decide di rimanere in Brianza rifiutando l'offerta del Bardolino. Proprio le venete, insieme al Torino e alla Torres erano le favorite per lo scudetto e con esse il duello durerà l'intero arco della stagione.
Il match decisivo viene disputato il 6 maggio del 2006: lo stadio Gino Alfonso Sada si riempie come ai vecchi tempi del "Borussia della Brianza" e la tensione è alta per la sfida con il Bardolino. Le ragazze allenate da Nazzarena Grilli passano subito in svantaggio dopo appena un minuto per un errore del proprio portiere ma Venusia Paliotti riporta il risultato in parità. Dopo poco più di dieci minuti Chiara Marchitelli è protagonista di un'altra amnesia: il numero 1 biancorosso non trattiene una punizione delle venete e Alessia Tuttino mette la palla nella rete della formazione di casa. A riportare il risultato in parità ci pensa che in pieno recupero mette a segno una rete decisiva per l'andamento della partita. Nella ripresa le padrone di casa sono più agguerrite mentre le ospiti soffrono il primo caldo estivo. La svolta arriva al 17' quando Venusia Paliotti con un siluro da fuori area firma il vantaggio biancorosso: le ragazze del Bardolino non ce la fanno più a rimontare e le brianzole ne approfittano firmando nel finale un'altra rete con la neo entrata Chiara Dedè.
Le rimanenti partite con Milan ed Oristano sono solo una pura formalità: la Fiamma conquista il suo primo scudetto.

### L'avventura in Europa e la vittoria della Supercoppa italiana
La formazione del Fiammamonza, in quanto detentrice del titolo nazionale, viene ammessa di diritto alla maggiore competizione europea per club femminili: la UEFA Women's Cup. La prima fase viene disputata nel mese di agosto in Lituania; le brianzole sono inserite nel raggruppamento con le padrone di casa del Gintra Universitetas, con le bielorusse dell'Universitet Vitebsk e con le bosniache del SFK 2000. Il bilancio delle fiammette è positivo (2 vittorie e 1 sconfitta) ma la differenza reti costringe le ragazze ad abbandonare in anticipo la competizione.
Si riparte con le competizioni nazionali il 2 settembre 2006: a Saint Vincent si incontrano le due regine d'Italia per conquistare la Supercoppa italiana. Anche in questa occasione il Bardolino viene battuto dalla Fiamma con una rete di Chiara Gazzoli nella seconda frazione di gioco.

### Retrocessione in A2
Nella stagione 2009-2010 è retrocessa in Serie A2. Si fonde con l'A.S.I. Monza (sua seconda squadra dove le più giovani hanno disputato la Serie D e Serie C Lombardia) e diventa A.S.D. FiammaMonza 1970 e l'anno successivo arriva decima in A2.
Nella stagione 2011-2012 pur avendo perso lo spareggio promozione contro il Siena a Sarzana, viene ripescata e ritorna in Serie A.
Nella stagione 2012-2013, si classifica tredicesima (quart'ultima), pareggia 2-2 lo spareggio col Grifo Perugia a Perugia e retrocede, causa peggior piazzamento in classifica durante il campionato, in Serie A2.

### La ripartenza dalla Serie C

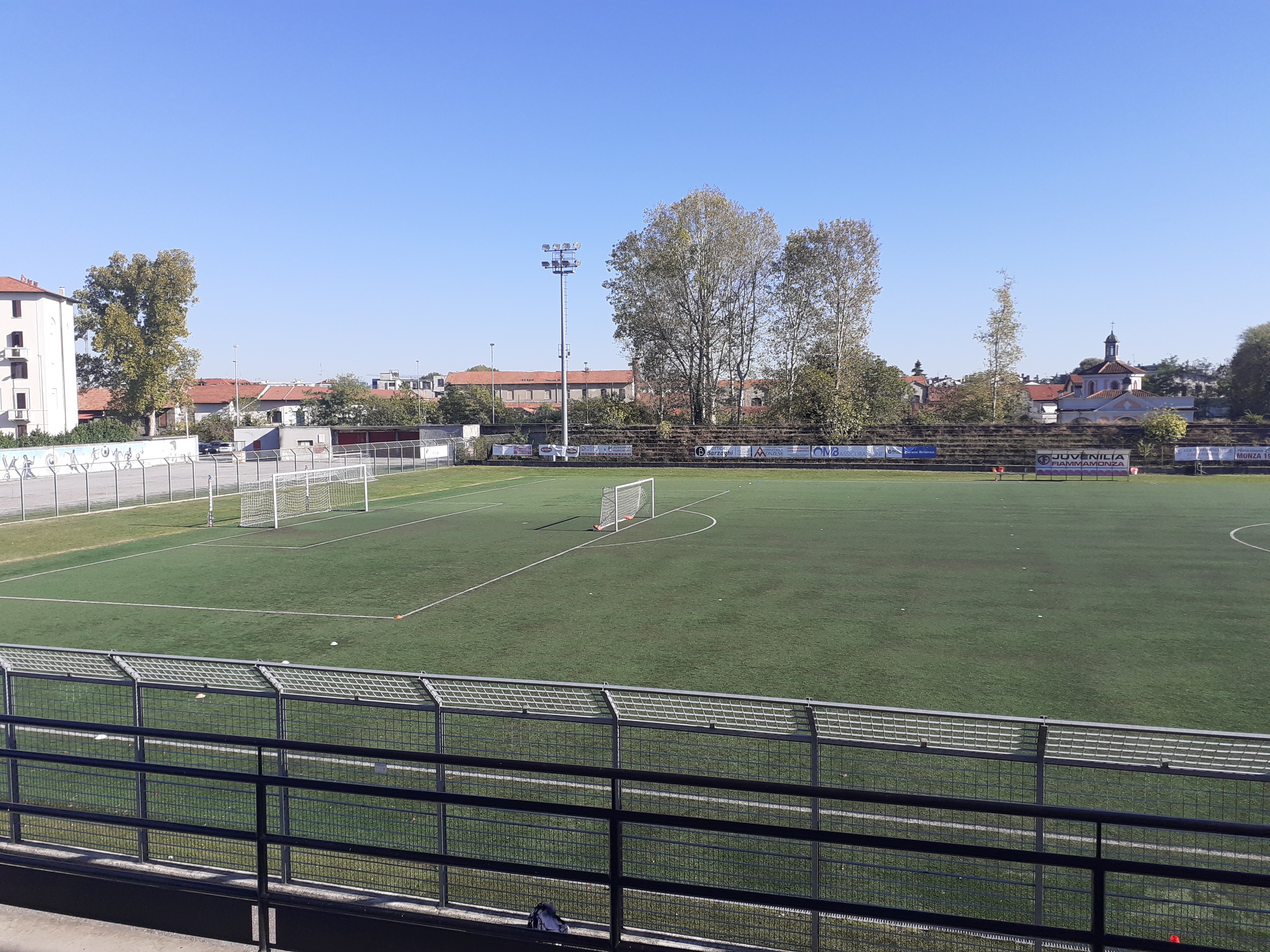
Lo stadio Gino Alfonso Sada nel 2022

Dopo alterne vicende che misero in difficoltà la società prospettandone anche la chiusura, il neo presidente Gaetano Galbiati riesce a pianificare una collaborazione con la A.S.D. Sport Club Juvenilia, squadra dilettantistica maschile monzese, riuscendo così a iscrivere la squadra alla Serie C regionale mantenendo tutto il settore giovanile (giovanissime, esordienti e pulcine), col nuovo nome di A.S.D. S.C. Juvenilia Fiammamonza.
Alla guida della giovane compagine (la ex squadra Juniores) viene chiamata Ulla Bastrup la quale, grazie alla sua passata esperienza in Fiammamonza, tenta dalla stagione 2013-2014 di riportare di nuovo la squadra ad alti livelli. Le biancorosse nel corso della stagione nonostante il buon gioco faticano, per la poca esperienza, a rimanere nelle posizioni alte della classifica. Tuttavia, nelle ultime giornate di campionato con tanto orgoglio e l'aiuto di tre nuove promesse della categoria "Giovanissime" le ragazze di mister Bastrup si salvano dalla retrocessione finendo quart'ultime.
Nel campionato 2014-2015, grazie all'innesto di 3 forti ragazze provenienti dalla categoria giovanissime (Chiara Agosta, Benedetta "Benny" Glionna e Sofia Cantore, queste ultime 2 ragazze anche nazionali Under 17), la Fiammamonza solo per un punto non riesce ad agguantare la serie B.
Il campionato 2015-2016 ricomincia con la stessa ed oramai affiatata rosa con alla guida Ulla Bastrup; la Fiammamonza grazie alla tenacia del gruppo è praticamente sempre in testa alla classifica, ricercando la meritata promozione in serie B sfuggita per un soffio la stagione precedente. Anche questa volta, però, la formazione biancorossa dovrà accontentarsi del secondo posto vedendo sfumare l'agognata promozione in B per il secondo anno consecutivo.
Nella stagione 2016-2017 con 81 punti si classifica prima a pari merito con l'Olimpia Paitone nel campionato di Serie C. Il 7 maggio 2017 vince lo spareggio per 3 reti a 2 sul campo neutro di Grumello del Monte e conquista il diritto all'accesso al campionato nazionale di Serie B. Tornata in C, retrocede in Eccellenza, e nel 2021 acquisisce il titolo sportivo dello Speranza Agrate e si iscrive alla Serie C, tornando alla denominazione "ASD Fiamma Monza 1970".

## Allenatori
- 1970-1995  Fabrizio Levati
- 1995-1996  Giovanni Maria Radaelli
- 1996-1997  Mariangela Bonanomi
- 1997-1998  Jana Nováková
- 1998-2000  Giovanni Maria Radaelli
- 2000-2003  Raffaele Solimeno,  Giancarlo Padovan (assistente-allenatore)
- 2003-2004  Jana Nováková
- 2004-2008  Nazzarena Grilli
- 2008-2009  Aristide Poma
- 2009-2011  Liliana Paggi
- 2011-2012  Antonio Cincotta
- 2012-2013  Antonio Cincotta (esonerato il 25 settembre 2012), poi  Nicola Riefolo (dimessosi il 28 novembre 2012),[2] poi  Patrizio Sala
- 2013-2016  Ulla Bastrup (si dimette l'11 marzo 2016), poi  Carlo Milva e  Oliviero Gritti
- 2016-2018  Luca Cantalupo
- 2018-2019  Maria Macrì
- 2020-2022  Danilo Brambilla
- 2022  Salvatore Bifulco

## Palmarès

### Competizioni nazionali
- Campionato italiano: 1

2005-2006
- Supercoppa italiana: 1

2006
- Campionato italiano di Serie B: 2

1979, 1999-2000

### Competizioni giovanili
- Campionato Primavera: 1

2002-2003
- Campionato Juniores: 1

2016-2017

### Altri piazzamenti
- Campionato italiano:

Terzo posto: 1986-1987, 2006-2007, 2007-2008
- Coppa Italia:

Finalista: 1990-1991, 1991-1992
Semifinalista: 2001-2002, 2002-2003, 2007-2008
- Campionato italiano di Serie A2:

Secondo posto: 2011-2012 (girone A)

## Statistiche

### La Fiammamonza in Europa
| Competizione               | Giocate | Vinte | Pari | Perse | Gol fatti | Gol subiti |
| -------------------------- | ------- | ----- | ---- | ----- | --------- | ---------- |
| UEFA Women's Cup 2006-2007 | 3       | 2     | 0    | 1     | 4         | 1          |

### Le finali
| Data             | Competizione                   | Stadio                               | Ospitante         | Ospite        | Ris.     | Marcatori |
| ---------------- | ------------------------------ | ------------------------------------ | ----------------- | ------------- | -------- | --------- |
| 22 giugno 1991   | Coppa Italia Finale unica      | Campo Comunale, Bianco (RC)          | Fiammamonza       | Woman Sassari | 4-5 rig. |           |
| 7 giugno 1992    | Coppa Italia Finale unica      | Stadio Dossenina, Lodi               | Reggiana Zambelli | Fiammamonza   | 5-1      |           |
| 18 maggio 1996   | Coppa Italia Finale d'andata   | Stadio Bruno Benelli, Ravenna        | Lugo              | Fiammamonza   | 5-0      |           |
| 25 maggio 1996   | Coppa Italia Finale di ritorno | Stadio Gino Alfonso Sada, Monza      | Fiammamonza       | Lugo          | 1-3      |           |
| 2 settembre 2006 | Supercoppa italiana Finale     | Stadio "Perucca", Saint-Vincent (AO) | Fiammamonza       | Bardolino     | 1-0      | Gazzoli   |